# L'Enfant et la Licorne
Pour plus de détails, voir Fiche technique et Distribution.
L'Enfant et la Licorne (A Kid for Two Farthings) est un film britannique de Carol Reed, sorti en 1955. Il s'agit d'une adaptation cinématographique du roman du même nom de Wolf Mankowitz.

## Synopsis
Dans le quartier pauvre de l’East End de Londres, Joe, un petit garçon, vit avec sa mère, Joanne. Ils habitent au-dessus du magasin du tailleur Kandinsky pour lequel elle travaille. Joe est candidement et sérieusement déterminé à aider à exaucer les vœux de ses voisins pauvres qui se tuent à la besogne. Après avoir entendu Mr. Kandinsky raconter qu’une licorne capturée permet la réalisation de tous les vœux, Joe utilise son argent de poche pour acheter un chevreau qui a une corne au milieu du front, pensant qu’il s’agit d’un animal magique. En fait, il s'agit d'une simple petite chèvre maladive qui possède une seule corne tordue au milieu de son front.

## Fiche technique
- Titre : L'Enfant et la Licorne
- Titre original : A Kid for Two Farthings
- Réalisation : Carol Reed
- Scénario : Wolf Mankowitz, d'après son roman
- Production : Carol Reed et Alexander Korda (non crédité), pour London Film Productions
- Musique : Benjamin Frankel
- Photographie : Edward Scaife
- Montage : Bert Bates
- Décors : Wilfred Shingleton
- Costumes : Anna Duse
- Pays de production :  Royaume-Uni
- Langues : anglais,
- Format : Couleur (Technicolor) - 1,37:1 - Mono
- Genre : Comédie dramatique
- Durée : 96 minutes
- Dates de sortie :
  - France : 5 mai 1955 (Festival de Cannes)
  - Royaume-Uni : 10 mai 1955  (Londres)
  - Royaume-Uni : 15 août 1955 (sortie nationale)
  - États-Unis : 17 avril 1956 (New York)

## Distribution
- Celia Johnson : Joanna
- Diana Dors : Sonia
- David Kossoff : Avrom Kandinsky
- Joe Robinson : Sam Heppner
- Jonathan Ashmore : Joe
- Brenda De Banzie : "Lady" Ruby
- Primo Carnera : Python Macklin
- Lou Jacobi : Blackie Isaacs
- Irene Handl : Mme Abramowitz
- Danny Green : Bully Bason
- Sid James : Ice Berg
- Vera Day : Mimi
- Joseph Tomelty : le vagabond

Acteurs non crédités
- Eddie Byrne : le photographe Sylvester
- Harold Kasket : le vendeur de matelas

## Distinctions
Le film fit partie de la sélection officielle du Festival de Cannes 1955, concourant pour la Palme d'or.